# LMFA9 2017
La LMFA9 2017 (ufficialmente 2016-2017) è la 4ª edizione del campionato di football a 9, organizzato dalla FMFA.

## Squadre partecipanti
| Club                  | Città             | Stadio | Sponsor ufficiale | Risultato nella stagione 2016 |
| --------------------- | ----------------- | ------ | ----------------- | ----------------------------- |
| Alcorcón Smilodons    | Alcorcón          |        |                   |                               |
| Camioneros de Coslada | Coslada           |        |                   |                               |
| Guadalajara Stings    | Guadalajara       |        |                   |                               |
| Madrid Capitals       | Madrid            |        |                   |                               |
| Majadahonda Wildcats  | Majadahonda       |        |                   |                               |
| Osos de Rivas         | Rivas-Vaciamadrid |        |                   |                               |
| Toros de Madrid       | Madrid            |        |                   |                               |
| Tres Cantos Jabatos   | Tres Cantos       |        |                   |                               |

## Stagione regolare

### Calendario

#### 1ª giornata
| Alcobendas 14 gennaio 2017, ore 12:00 | Osos de Rivas | 14 – 20 | Toros de Madrid | Polideportivo Municipal Jose Caballero |

| Coslada 15 gennaio 2017, ore 12:00 | Camioneros de Coslada | 45 – 0 | Alcorcón Smilodons | Polideportivo Valleaguado |

| Majadahonda 15 gennaio 2017, ore 16:00 | Tres Cantos Jabatos | 15 – 57 | Majadahonda Wildcats | Campo de Fútbol Americano Valle del Arcipreste |

| Guadalajara 15 gennaio 2017, ore 17:00 | Madrid Capitals | 49 – 0 | Guadalajara Stings | Campo de Fútbol Municipal Pedro Escartín |

#### 2ª giornata
| Majadahonda 28 gennaio 2017, ore 16:00 | Majadahonda Wildcats | 26 – 7 | Osos de Rivas | Campo de Fútbol Americano Valle del Arcipreste |

| Madrid 28 gennaio 2017, ore 19:30 | Toros de Madrid | 17 – 43 | Camioneros de Coslada | Centro Deportivo Municipal de Vicálvaro |

| Alcorcón 29 gennaio 2017, ore 12:00 | Alcorcón Smilodons | 22 – 36 | Madrid Capitals | Estadio Municipal Santo Domingo |

| Guadalajara 29 gennaio 2017, ore 16:00 | Guadalajara Stings | 9 – 36 | Tres Cantos Jabatos | Campo de Fútbol Municipal Pedro Escartín |

#### 3ª giornata
| Alcobendas 11 febbraio 2017, ore 12:00 | Osos de Rivas | 0 – 48 | Camioneros de Coslada | Polideportivo Municipal Jose Caballero |

| Madrid 11 febbraio 2017, ore 19:00 | Madrid Capitals | 20 – 12 | Toros de Madrid | Campo de La Unión-Santa Eugenia |

| Tres Cantos 12 febbraio 2017, ore 16:00 | Tres Cantos Jabatos | 13 – 8 | Alcorcón Smilodons | Polideportivo de La Luz |

#### 4ª giornata
| Madrid 25 febbraio 2017, ore 16:00 | Toros de Madrid | 14 – 25 | Tres Cantos Jabatos | Campo de La Unión-Santa Eugenia |

| Coslada 26 febbraio 2017, ore 12:00 | Camioneros de Coslada | 51 – 0 | Madrid Capitals | Polideportivo Valleaguado |

| Guadalajara 26 febbraio 2017, ore 17:00 | Guadalajara Stings | 0 – 53 | Osos de Rivas | Campo de Fútbol Municipal Pedro Escartín |

#### Recuperi 1
| Majadahonda 4 marzo 2017, ore 16:00 | Majadahonda Wildcats | 13 – 18 | Alcorcón Smilodons | Campo de Fútbol Americano Valle del Arcipreste |

#### 5ª giornata
| Alcobendas 11 marzo 2017, ore 15:00 | Osos de Rivas | 21 – 26 | Madrid Capitals | Polideportivo Municipal Jose Caballero |

| Alcorcón 12 marzo 2017, ore 12:00 | Alcorcón Smilodons | 42 – 8 | Guadalajara Stings | Estadio Municipal Santo Domingo |

| Coslada 12 marzo 2017, ore 12:00 | Camioneros de Coslada | 46 – 0 | Tres Cantos Jabatos | Polideportivo Valleaguado |

| Madrid 12 marzo 2017, ore 15:00 | Toros de Madrid | 13 – 7 | Majadahonda Wildcats | Campo de La Unión-Santa Eugenia |

#### 6ª giornata
| Alcobendas 25 marzo 2017, ore 11:00 | Osos de Rivas | 0 – 28 | Alcorcón Smilodons | Polideportivo Municipal Jose Caballero |

| Coslada 26 marzo 2017, ore 12:00 | Camioneros de Coslada | 49 – 17 | Majadahonda Wildcats | Polideportivo Valleaguado |

| Madrid 26 marzo 2017, ore 16:00 | Madrid Capitals | 36 – 14 | Tres Cantos Jabatos | Centro Deportivo Municipal Pepu Hernández |

#### Recuperi 2
| Guadalajara 2 aprile 2017, ore 17:00 | Guadalajara Stings | 0 – 55 | Toros de Madrid | Campo de Fútbol Municipal Pedro Escartín |

#### 7ª giornata
| Alcorcón 8 aprile 2017, ore 12:00 | Alcorcón Smilodons | 6 – 46 | Toros de Madrid | Estadio Municipal Santo Domingo |

| Las Rozas de Madrid 8 aprile 2017, ore 16:00 | Madrid Capitals | 48 – 32 | Majadahonda Wildcats | Campo El Cantizal |

| Tres Cantos 9 aprile 2017, ore 16:00 | Tres Cantos Jabatos | 38 – 39 | Osos de Rivas | Polideportivo de La Luz |

| Guadalajara 9 aprile 2017, ore 17:00 | Guadalajara Stings | 0 – 1 (a tavolino) | Camioneros de Coslada | Campo de Fútbol Municipal Pedro Escartín |

#### Recuperi 3
| Majadahonda 23 aprile 2017, ore 15:30 | Majadahonda Wildcats | 64 – 0 | Guadalajara Stings | Campo de Fútbol Americano Valle del Arcipreste |

### Classifica
La classifica della regular season è la seguente:
- PCT = percentuale di vittorie, G = partite giocate, V = partite vinte,  P = partite perse, PF = punti fatti, PS = punti subiti

| Pos. | Squadra               | PCT   | G | V | N | P | PF  | PS  |
| ---- | --------------------- | ----- | - | - | - | - | --- | --- |
| 1    | Camioneros de Coslada | 1.000 | 7 | 7 | 0 | 0 | 283 | 34  |
| 2    | Madrid Capitals       | .857  | 7 | 6 | 0 | 1 | 215 | 152 |
| 3    | Toros de Madrid       | .571  | 7 | 4 | 0 | 3 | 177 | 115 |
| 4    | Majadahonda Wildcats  | .429  | 7 | 3 | 0 | 4 | 216 | 150 |
| 5    | Alcorcón Smilodons    | .429  | 7 | 3 | 0 | 4 | 124 | 161 |
| 6    | Tres Cantos Jabatos   | .429  | 7 | 3 | 0 | 4 | 141 | 209 |
| 7    | Osos de Rivas         | .286  | 7 | 2 | 0 | 5 | 134 | 186 |
| 8    | Guadalajara Stings    | .000  | 7 | 0 | 0 | 7 | 17  | 300 |

## Verdetti
- Camioneros de Coslada Campioni della LMFA9 (2º titolo)